# Lịch Bengal
Lịch Bengal hay Lịch Bangla (tiếng Bengal: বঙ্গাব্দ, n.đ. 'Baṅgābda'), thông tục (tiếng Bengal: বাংলা সন, đã Latinh hoá: Baṅgla Śon), là một loại lịch dương được sử dụng ở vùng Bengal thuộc Nam Á.
Kỷ nguyên Bengal được gọi là Bengali Sambat (BS) hoặc năm Bengali (বাংলা সন Bangla Sôn, বাংলা সাল Bangla sal, hay Bangabda) có năm 0 bắt đầu từ năm 593/594 CN. Nó ít hơn 594 so với năm AD hoặc CN trong Lịch Gregorius nếu nó trước Pôyla Boishakh, hoặc ít hơn 593 nếu sau Pôyla Boishakh.

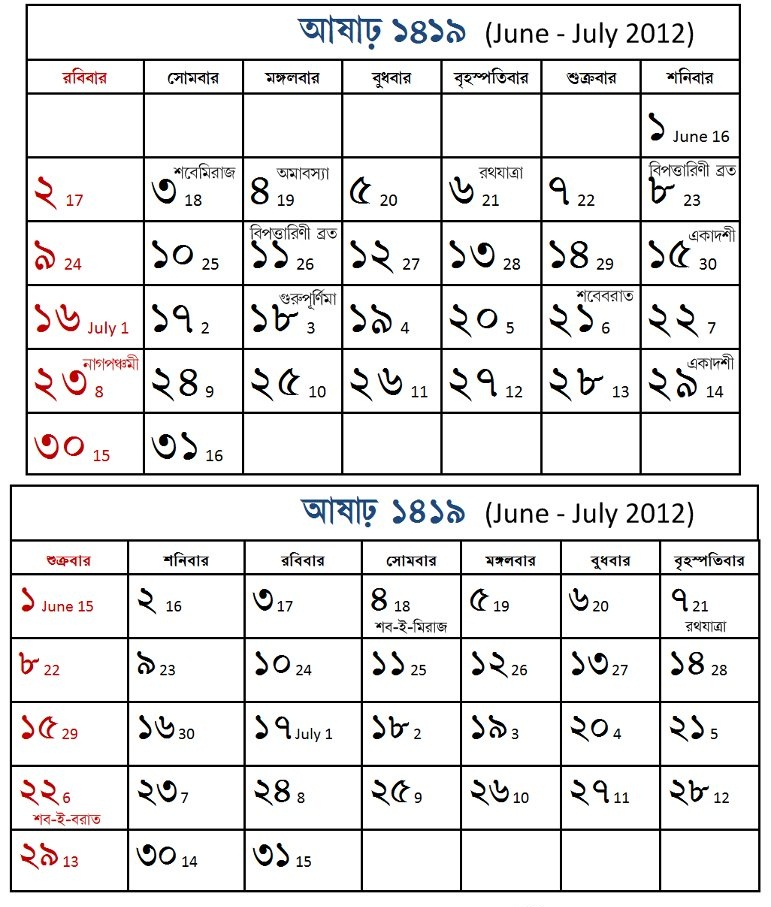
Hai phiên bản của Bengal. Trên: "Phiên bản truyền thống" ở Tây Bengal; Dưới: "Phiên bản sửa đổi" ở Bangladesh.